# Suvada Selimović
Suvada Selimović (Vitinica, 1965) es una activista y pacifista bosnia, que trabaja en fomentar la ayuda mutua entre mujeres,y para que los responsables de los crímenes de la Guerra de Bosnia sean juzgados.

## Trayectoria
Estudió en la escuela de comercio de Vitinica, su ciudad natal. Durante diez años estuvo viviendo con su marido, con quien tuvo tres hijos, en el pueblo de Zvornik. El 1 de junio de 1992 los serbios se llevaron a su marido junto a otros 700 hombres bosnios del pueblo, matándolos después. Eran los prolegómenos de la Guerra de Bosnia, que se alargaría hasta 1995. Ella se refugió en Eslovenia, hasta que el Acuerdo de Dayton le permitió regresar a su pueblo en 1995. A su regreso del exilio, fueron las mujeres las que reconstruyeron la población.
En 2003 puso en marcha un programa de apoyo psicológico para las mujeres que estaban solas con hijos pequeños sufriendo discriminación, robos y burlas. Los agresores solían ser fundamentalmente personas de Sarajevo, que habían ocupado sus antiguas casas, por lo que tuvieron que iniciar un proceso de varios años para recuperar las viviendas. Selimovic fundó y lideró la organización Anima para trabajar en favor de la paz y el empoderamiento de las mujeres, y por encima de todo para fomentar la ayuda mutua entre las mujeres.
En el 2008 se encontraron los restos de su marido en la fosa común de Crni vrh, que posteriormente fueron enterrados en Gornja Kalesija. Selimovic declaró ante el tribunal de Mujeres de Sarajevo para denunciar los crímenes de guerra. Ha participado en varias protestas para denunciar los crímenes y para que los culpables sean llevados ante la justicia, como una del 2021 con las llamadas Mujeres de negro.

## Reconocimientos
En 2022 fue incluida en la lista de las 100 mujeres más inspiradoras de la BBC.